# Johannes Rydberg
Johannes Robert Rydberg (Halmstad, 8 de novembro de 1854 — Lund, 28 de dezembro de 1919) foi um físico sueco.

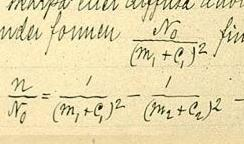
Um pedaço do documento original que detalha a fórmula de Rydberg.

É conhecido principalmente pela concepção da fórmula de Rydberg, em 1888, usada para fazer previsão dos comprimentos de onda de fotões (de luz e outras radiações electromagnéticas) emitidos devido a alterações do nível de energia de um electrão num átomo.
A constante física, conhecida como constante de Rydberg, foi nomeada em sua honra, assim como a unidade Rydberg. Electrões excitados, com valores elevados do seu número quântico principal, representado por n na fórmula de Rydberg, são denominados átomos de Rydberg. Uma cratera na lua também tem o seu nome.
Trabalhou na Universidade de Lund durante toda a sua carreira.